# دعاية إيطاليا الفاشية

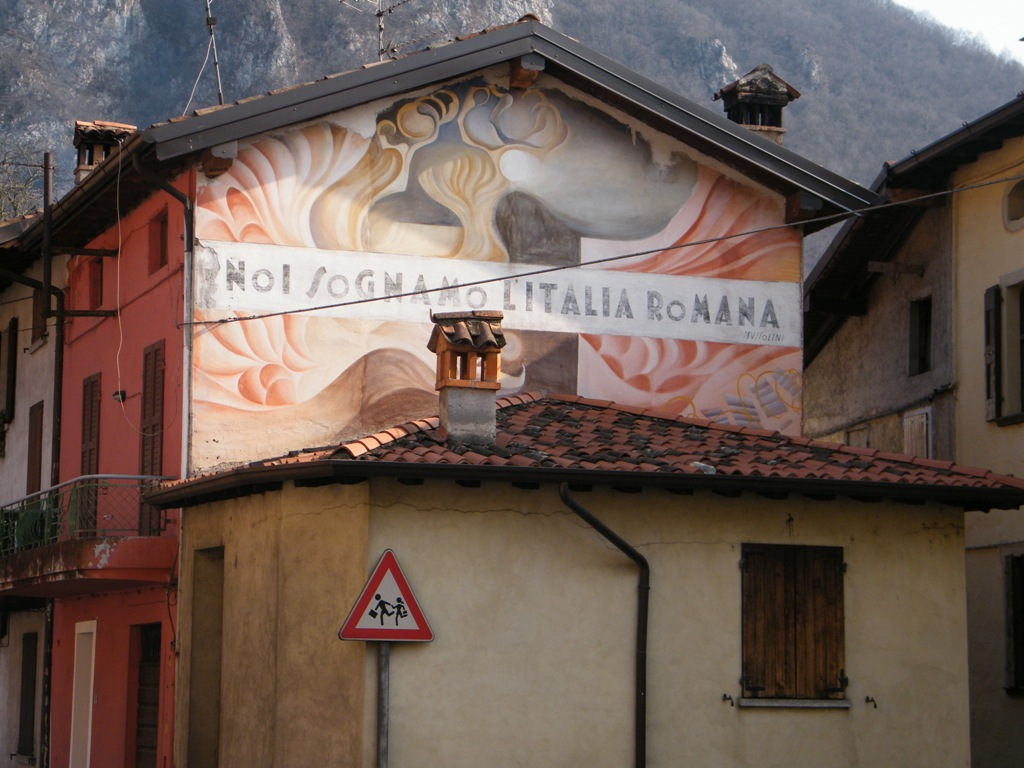
الموجة الدعائية الفاشية

دعاية إيطاليا الفاشية هي المادة التي قدمتها الفاشية الإيطالية لتبرير سلطتها، وبرامجها، وتشجيع الدعم الشعبي.

## الاستخدام
استخدم النظام الفاشي الدعاية بكثافة، بما في ذلك المهرجانات والخطابات، لإلهام الأمة وجعلها خاضعة للوحدة.
في البداية جُمعت جميع الجهود الدعائية معًا فيما عُرف بالمكتب الصحفي؛ وبقي تنظيم هذه الجهود بطيئَا حتى أنشئت وزارة الثقافة الشعبية في عام 1937. أنشئت وزارة دعاية خاصة في عام 1935، وكانه هدفها المعلن هو قول الحقيقة عن الفاشية، ودحض أكاذيب أعدائها، وإزالة الغموض الذي كان متوقعًا فقط في حركة كبيرة وديناميكية.

## العقيدة
وضِعت عقيدة فاشية لأول مرة في بيان الحركة الفاشية القتالية، والتي ذُكِرت في كتاب عقيدة الفاشية، وزُعم أن بينيتو موسوليني كتبه بالكامل، لكنه كتب الجزء الثاني فقط، والجزء الأول كتبه جيوفاني جنتيلي. برر موسوليني التناقضات الداخلية للفاشية على أنها نتاج طبيعتها: عقيدة عمل، وثورة ضد انسجام المجتمع البرجوازي وعزله.
يقبل الفاشي الحياة ويحبها؛ يرفض الانتحار ويحتقره باعتباره عملًا جبانًا. الحياة كما يفهمها تعني الواجب والسمو والنصر؛ يجب أن تكون الحياة سامية وحافلة، ويجب أن يحيا من أجل ذاته، ولكن قبل كل شيء للآخرين، سواء القريبين [ك‍] أو البعيدين، الحاضر والمستقبل.

- بينيتو موسوليني، عقيدة الفاشية، 1933.

## المواضيع

### عبادة الشخصية
كان الدوتشي مركز الفاشية وصُوِّر على هذا النحو. كانت عبادة الدوتشي في كثير من النواحي القوة الموحدة للنظام الفاشي، فعملت كقاسم مشترك لمختلف المجموعات السياسية والطبقات الاجتماعية في الحزب الفاشي والمجتمع الإيطالي. ساعدت عبادة القيادة هذه في التوفيق بين الإيطاليين والنظام الحاكم على الرغم من الانزعاج من المسؤولين المحليين. أعلن الشعار الأساسي أن موسوليني كان دائمًا على حق (بالإيطالية: Il Duce ha sempre ragione)‏. تمحورت الدعاية حول موسوليني في الصحف مع توجيه التعليمات للصحف لتحديد ما عليها أن تنشره.
صوِر عمومًا بطريقة ذكورية، على الرغم من أنه يمكن أن يظهر أيضًا كرجل من عصر النهضة، أو كعسكري ، أو كرب أسرة، أو حتى شيئًا مشتركًا بين كل ما سبق. وهذا يعكس تقديمه كرجل عالمي قادر على جميع المواضيع؛ وكجزء من الدعاية كانوا يتركون الأضواء في مكتبه لفترة طويلة بعد أن يكون قد غط في النوم لتقديمه على أنه مصاب بالأرق بسبب طبيعته الدافعة إلى العمل. روِج لموسوليني باعتباره ممارسًا لمختلف الرياضات مثل المبارزة، وسباق السيارات، والتزلج، وركوب الخيل، وترويض الأسود، والسباحة لخلق صورة لبطل شجاع لا يعرف الخوف. وكان لمكانة موسوليني كطيار بطل على غرار تشارلز لندبرغ أهمية خاصة، فالطائرة بالنسبة للفاشية تمثل صفات مثل الديناميكية، والطاقة، والشجاعة. أشرف موسوليني بنفسه على الصور التي يمكن أن تنشر، رافضًا بعضها، لأنه لم يكن بارزًا بدرجة كافية في المجموعة مثلًا.
كان موسوليني شابًا عندما تولى منصبه، وأصبح أصغر رئيس وزراء في التاريخ الإيطالي، وعُزز مظهره الرجولي والحيوي. في الرمزية الفاشية، يرمز الشباب إلى العمل والحيوية، وبالتالي التأكيد على طبيعة الفاشية باعتبارها إيديولوجية ثورية على عكس ركود الديمقراطية الليبرالية. ويربط الاسم الرسمي للحركة الفاشية، جيوفينيزا والتي تعني الشباب، مفاهيم الشباب، ونشأة الأمة، وحكم موسوليني، بوحدة رمزية. وحظر على الصحفيين الإعلان عن أعياد ميلاد موسوليني وأمراضه، لإعطاء انطباع أنه لا يشيخ. كان الجانب الشبقي للعبادة بارزًا أيضًا: على الرغم من تصوير موسوليني على أنه رب عائلة محترم، لكن دعاية الدولة لم تفعل شيئًا يذكر لمواجهة فكرة أنه كان يتمتع بجاذبية جنسية تجاه النساء وأنه كان لا أخلاقيًا.
انتشرت الأساطير عن موسوليني وتحديه للموت خلال الحرب العالمية الأولى، وعن محاولات الاغتيال التي نجا منها وذلك لإعطائه هالة أسطورية خالدة. وذُكر أن جسد موسوليني اخترقته شظايا مثلما اخترق القديس سيباستيان بالسهام؛ الفرق هو أن موسوليني نجا من هذه المحنة. وشبِّه أيضًا بالقديس فرنسيس الأسيزي، الذي كان، مثل موسوليني، «عانى وضحى بنفسه من أجل الآخرين». وُصِف أصل موسوليني المتواضع مع التركيز على أوجه التشابه مع حياة المسيح: فعند الكتابة عن والده الحداد ووالدته، قدّمتهما الدعاية الفاشية رمزيًا على أنهم العائلة المقدسة («إنهما إلا مريم ويوسف فيما يتعلق بالمسيح»). طُوِر مسقط رأسه بريدابيو كمكان للسياحة الجماعية والحج الرمزي. لمح الفاتيكان إلى أن القوى السماوية كانت على علم أن موسوليني قد أنقذ إيطاليا من البلاشفة ولذلك حمته. أشار إليه البابا بيوس الحادي عشر بأنه «رجل العناية الإلهية» في أعقاب معاهدة لاتران. ووصفت الصحافة خطاباته بأنها اجتماعات مقدسة لدوتشي والناس. كان أسلوب موسوليني الميلودرامي في الخطابة إيمائيًا وشعائريًا على حد سواء، مع وقفات مبالغ فيها، وحركات اليد، والاختلافات البارزة في نغمة ونبرة صوته. قصد موسوليني أن تكون خطاباته بمثابة عروض مسرحية ملهمة للإيمان، مشيرًا إلى أن «الجمهور لا يجب أن يعرف؛ بل يجب أن يؤمن».
بالإضافة إلى تصويره على أن الله اختاره، قدم النظام الحاكم موسوليني نفسه على أنه يمتلك خصائص قديرة أو إلهية، مثل القدرة على العمل بكميات خارقة (14-16 ساعة) يوميًا وعدم الشعور بالتعب أبدًا. أشارت الصحف الفاشية ضمنًا إلى أن موسوليني صنع المعجزات، مثل إيقاف تدفق الحمم البركانية لجبل إتنا، والتضرع من أجل المطر في ليبيا التي عانت من الجفاف أثناء زيارته للمنطقة في مارس 1937. ورويت قصة في دليل لمدرسة ابتدائية عن صبي أصم بكم شُفي بعد استماعه وسط حشد من الناس إلى خطاب الدوتشي.
لم تمنع صورته العدوانية العلنية الصحف من إعلان أنه فعل أكثر من أي شخص آخر من أجل السلام، على مبدأ أن موسوليني كان دائمًا أفضل من أي شخص آخر.
أعلنت صورته أنه قد حسن الشعب الإيطالي معنويًا وماديًا وروحانيًا.
أعلن أنه أصبح الدوتشي في أغنية حتى قبل الاستيلاء على السلطة.
قُدمت الحرب على إثيوبيا على أنها إحياء للإمبراطورية الرومانية، مع موسوليني في أغسطس.
لتحسين صورة الفاشية في شمال إفريقيا وبلاد الشام وكسب التأييد العربي، أعلن موسوليني نفسه «حاميًا للإسلام» خلال زيارة رسمية لليبيا في عام 1937.

### العمل
كانت الفاشية من بين الحركات الأكثر وضوحًا التي فضلت العمل على الكلام والعنف على العقل، والتي نشأت جزئيًا عن الحرب العالمية الأولى.
استخدِم هذا لتبرير تبني المفاهيم وإسقاطها مرة أخرى. حظيت المسائل العسكرية بإشادة مباشرة، بهدف السيادة على البر والبحر والجو. لأن الحرب للرجل مثل الأمومة بالنسبة للمرأة، فكان نزع السلاح مستحيلًا.
أشيد بالحرب والقتل على أنهما جوهر الرجولة. أعلنت الموسوعة الفاشية: «عبر التاريخ لم يربح أحد شيئًا دون إراقة الدماء». واستندوا في هذا إلى الموضوعات القديمة، التي ظهرت في الحرب العالمية الأولى، مع أوامر زجرية بأن المعاناة ضرورية للعظمة. غالبًا ما استشهِد بالحرب العالمية الأولى في الدعاية الفاشية، فعرض العديد من الفاشيين البارزين العديد من الميداليات من الصراع. بالنسبة لشخصيات مثل غابرييل دانونزيو، فإن عودة السلام تعني فقط عودة الرتابة، في حين أن الحرب تبقى المثل الأعلى، وهي الموضوعات التي جذبتها الفاشية إلى دعايتها. أعلن موسوليني، قبل فترة وجيزة من الاستيلاء على السلطة، أن العنف أفضل من التسوية والمساومة. بعد ذلك، كانت هناك فترة طويلة لم يمنع فيها غياب العمل العسكري الحكومة من إصدار العديد من التصريحات العدائية. ظهر موسوليني في مقابلات مع الصحافة الأجنبية متحدثًا عن الرغبة في السلام، لكن هذا الجزء مُنع من الظهور في الصحف الإيطالية. واعتبر ضم ألبانيا عملًا عدوانيًا رائعًا. في الفترة التي سبقت الحرب العالمية الثانية، زُعم أن موسوليني يمكنه حشد 8 ملايين إلى 9 ملايين، ثم إلى 12 مليونًا وهو أمر مبالغٌ فيه. خلق الموقف العدواني المستمر إحراجًا مع اندلاع الحرب العالمية الثانية، فأدى الفشل في الانضمام إلى الحرب إلى تقويض تأثير الدعاية.
استدعي الإيطاليين ليكونوا مثل الفيلق الروماني، في حين صوِر خصومهم على أنهم ضعفاء ومفتونون بالمال. نددوا ببريطانيا العظمى على وجه الخصوص، على الرغم من أن كل من فرنسا والولايات المتحدة  تعرضتا للإساءة في وقت لاحق (عندما اتجه تعاطفهما بوضوح نحو الحلفاء).
كانت البطولة مبالغ فيها. أضفيت الشرعية على العنف الفاشي قبل استيلائهم على السلطة. قُدم الزحف إلى روما بشكل أسطوري، واعتبر أنه استيلاء دموي وبطولي على السلطة.
كانت المستقبلية جزءًا مفيدًا من المشهد الثقافي، نظرًا لعناصرها العسكرية.